# Muricella paraplectana
Muricella paraplectana is een zachte koraalsoort uit de familie Acanthogorgiidae. De koraalsoort komt uit het geslacht Muricella. Muricella paraplectana werd in 1999 voor het eerst wetenschappelijk beschreven door Grasshoff. 